# Частное право Канады
Ча́стное пра́во Кана́ды включает в себя гражданское и гражданско-процессуальное право.

## Гражданское право
Канадское гражданское право включает в себя совокупность основных юридических методов, понятий, имеющих отношение к спорам между оппонентами, которыми могут быть частные лица, предприятия и правительства. Стороны ищут решение споров, касающихся, среди прочего, договорных обязательств, ущерба, а также прав собственности.
Гражданское право Канады подразделяется на:
- - Торговое право
  - Трудовое право
  - Транспортное право
  - Страховое право
  - Аграрное право
  - Авторское право на литературные и художественные произведения

## Гражданское процессуальное право(гражданский процесс)
Канадское процессуальное право включает в себя ряд аспектов канадской правовой системы. Законы о доказательствах регламентируют допустимость средств доказывания в судах. Уровень управления, издающий подобные законы, зависит от федерального или провинциального уровня и компетентен в определённом законодательном поле. Деятельность судов регламентируется законами о гражданском процессе, кодифицированными в гражданско-процессуальных законах каждой провинции.